# Pakhuisbrug
De Pakhuisbrug is een monumentale ophaalbrug in het centrum van de Noord-Hollandse stad Hoorn. De brug verbindt de straten Muntstraat en Pakhuisstraat over het water van wat nog rest van de Turfhaven. Zowel de opbouw als de onderbouw zijn gemaakt van hout. De gehele bovenbouw is witgeschilderd. Wegens restauratiewerkzaamheden aan de opbouw, is in de jaren '60 van de twintigste eeuw een deel ervan verwijderd geweest. De hamei (het gewicht) is een aantal jaren afwezig geweest.

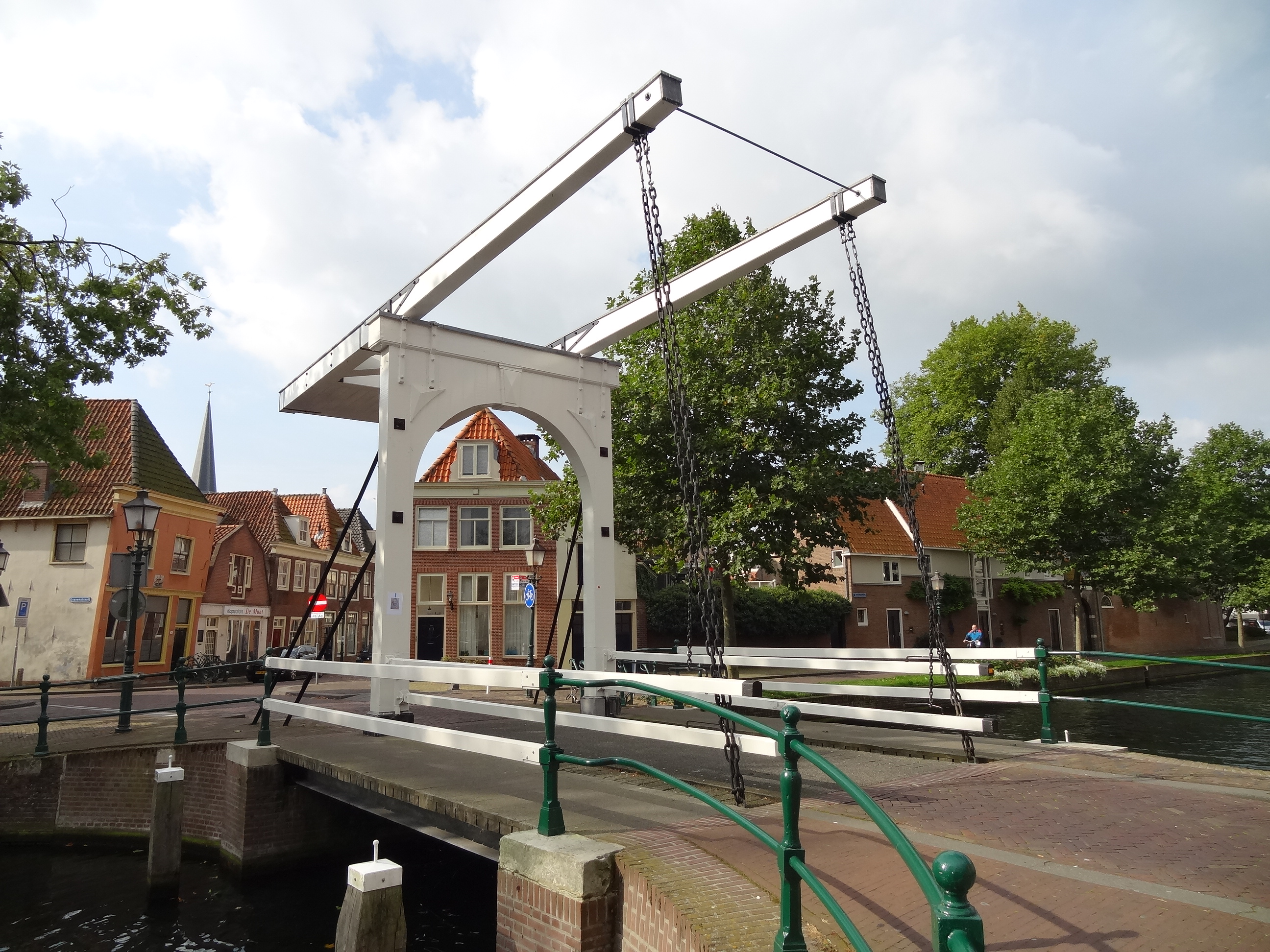
Brug van andere zijde bezien in de richting van de Muntstraat en de Weeshuistuin.

De brug werd in de jaren 1960 eveneens uitgebreid met twee voetgangersbruggen, aan weerszijden van de klap (het beweegbare brugdek) werd een voetgangersdeel geplaatst. Rond dezelfde tijd werd de brug eveneens opgenomen in het monumentenregister als een rijksmonument. De inschrijving vond plaats op 16 november 1965. In het monumentenregister staat de brug dus nog ingeschreven als zijnde een brug waarvan de hamei is verwijderd. Wanneer de hamei terug is geplaatst is niet bekend.
Ook in 1980 werd de brug gerestaureerd, ditmaal werd echter de klap vastgezet. 25 jaar later werd er opnieuw een restauratie gehouden, ditmaal voor een bedrag van €500.000. Omdat de brug deel uitmaakt van het historisch stadsgezicht kreeg de gemeente niet alleen subsidie van het rijk, maar ook van de provincie.